# Amselina cedestiella
Amselina cedestiella is een vlinder uit de familie dominomotten (Autostichidae). De wetenschappelijke naam is, als Symmoca cedestiella, voor het eerst geldig gepubliceerd in 1868 door Zeller.
Deze vlinder komt voor in Europa.

## Andere combinaties
- Symmoca cedestiella Zeller, 1868
- Eremicamima cedestiella (Zeller, 1868)

## Synoniemen
- Symmoca dissoluta Staudinger, 1870[1]
- Symmoca paracedestiella Caradja, 1930[1]
- Nomialyra goulandriorum Gozmany, 1982[1]